# Фарина, Иоганн Мария

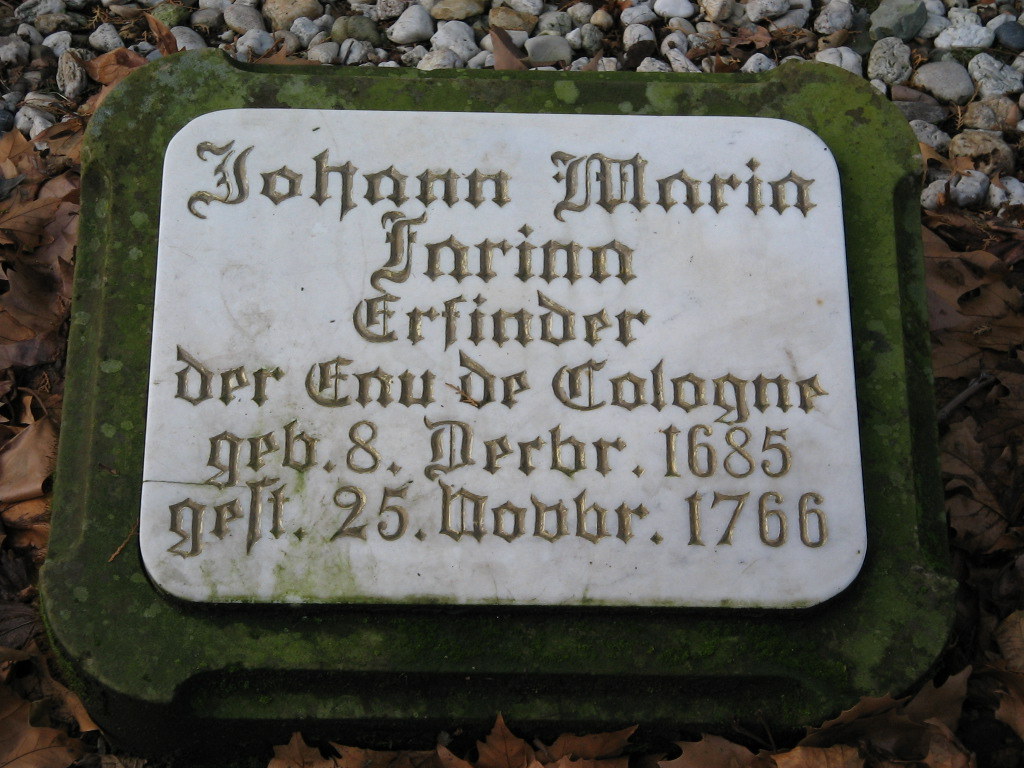
Могила И. М. Фарины в Кёльне

Иога́нн (Джова́нни) Мари́я Фари́на (итал. Giovanni Maria Farina, нем. Johann Maria Farina; 8 декабря 1685 — 25 ноября 1766) — уроженец Италии, основатель парфюмерной фабрики в Кёльне, создатель одеколона.

## Биография
В 1709 году Фарина основывает в Кёльне мануфактуру, сегодня старейшее парфюмерное предприятие в мире. Фарина называет свои духи в честь новой родины, города Кёльна: одеколон (фр. eau de Cologne — «Кёльнская вода»)
Кёльн становится известным во всём мире городом парфюмеров: в XVIII веке «Кёльнскую воду» заказывает высший свет всей Европы. Прусский король Фридрих II преподносит одеколон в подарок русской царице Екатерине II; позднее одеколон покупает также царь Александр I.
«Мой аромат напоминает весеннее утро в Италии после дождя, апельсины, лимоны, грейпфрут, бергамот, цедрат, цветы и травы моей родины», — пишет И. М. Фарина в 1708 году в письме своему брату.
По словам Вольтера, одеколон Фарины способствует вдохновению. Гёте упоминает одеколон в трагедии «Фауст». Наследники Фарины становятся поставщиками двора английской королевы Виктории; большинство монархов Европы следуют её примеру (в архиве хранятся более 50 титулов дворовых поставщиков).
Кёльн чтит память знаменитого парфюмера: статуя И. М. Фарины украшает башню городской ратуши.
Сегодня многовековую историю одеколона продолжает потомок Фарины в восьмом поколении, которого также зовут Иоганн Мария.